# سارا استیار
سارا استیار (فرانسوی: Sarah Steyaert‎؛ زادهٔ ۲۷ نوامبر ۱۹۸۶) قایقران زن قایق بادبانی اهل فرانسه است.